# Saint Kitts and Nevis Defence Force

Insigne des forces de défenses de Saint-Christophe-et-Niévès

Les forces de défense de Saint-Christophe-et-Niévès dans les Caraïbes forment l'une des unités militaires les plus petites dans cet ensemble géographique.
Elles sont composées, en 2007, d'une compagnie d'infanterie légère, d'un patrouilleur et de quatre embarcations légères, soit un total d'une centaine d'hommes pour les forces terrestres, de 40 garde-côtes et d'environ 300 réservistes.
Cette force de défense, mise en sommeil entre 1981 et 1997 est structurée selon le modèle de l'armée des Indes britanniques et équipée de matériel essentiellement  britannique. 